# Football Club de Metz (femminile)
Il Football Club de Metz, abbreviato in FC Metz, è una squadra di calcio femminile francese, sezione femminile dell'omonimo club con sede a Metz.
Fondata nel 1974, ha militato in Division 1 Féminine, livello di vertice del campionato francese femminile di calcio, per la prima parte della sua storia sportiva, riconquistandola nella seconda parte degli anni duemiladieci.

## Palmarès
- Campionato francese di seconda divisione: 1

2017-2018

## Organico

### Rosa 2018-2019
Rosa, ruoli e numeri di maglia estratti dal sito ufficiale e sito Footoféminin.fr, aggiornati al 5 ottobre 2018.
| N. |                    | Ruolo | Calciatrice        |
| -- | ------------------ | ----- | ------------------ |
| 1  | Francia (bandiera) | P     | Justine Lerond     |
| 2  | Francia (bandiera) | D     | Pauline Dechilly   |
| 4  | Francia (bandiera) | C     | Julie Pasquereau   |
| 6  | Francia (bandiera) | C     | Hélène Fercocq     |
| 7  | Francia (bandiera) | C     | Adeline Janela     |
| 8  | Francia (bandiera) | C     | Melissa Godart     |
| 9  | Canada (bandiera)  | A     | Valérie Sanderson  |
| 10 | Francia (bandiera) | C     | Christy Gavory     |
| 11 | Francia (bandiera) | C     | Maureen Bigot      |
| 12 | Francia (bandiera) | C     | Dounia Benabdelhak |
| 14 | Francia (bandiera) | C     | Lea Khelifi        |
| 16 | Francia (bandiera) | P     | Joanna Viollaz     |

| N. |                    | Ruolo | Calciatrice       |
| -- | ------------------ | ----- | ----------------- |
| 17 | Turchia (bandiera) | D     | Ipek Kaya         |
| 18 | Francia (bandiera) | A     | Marie-Laure Delie |
| 19 | Turchia (bandiera) | C     | Selen Altunkulak  |
| 20 | Francia (bandiera) | A     | Justine Rougemont |
| 22 | Francia (bandiera) | D     | Catherine Thony   |
| 23 | Francia (bandiera) | A     | Sophie Quatrana   |
| 26 | Francia (bandiera) | A     | Meryll Wenger     |
| 27 | Brasile (bandiera) | D     | Simone            |
| 28 | Francia (bandiera) | D     | Célia Rigaud      |
| 29 | Francia (bandiera) | A     | Amélie Delabre    |
| 40 | Francia (bandiera) | P     | Amandine Audia    |